# IndusInd Bank
 (janvier 2025).
IndusInd Bank est une banque dont le siège social est situé à Bombay en Inde. Elle a été créée en 1994, après que le gouvernement ait autorisé à nouveau l'établissement de banques à capitaux privés. Elle est détenue par le conglomérat Hinduja.